# Хронология вторжения России на Украину (июнь 2022)
Данная статья является частью хронологии широкомасштабного вторжения РФ на Украину и описывает события, произошедшие в июне 2022 года.

## Июнь

### 1 июня
Сообщалось, что российские войска продвинулись к северу от Славянска, взяли под контроль Яровую и Святогорск и ведут наступление в западном направлении от Лимана в сторону Славянска. Также они продолжали наступление в Северодонецке. Глава Луганской облгосадминистрации Сергей Гайдай заявил, что под российским контролем находится более 70 % города и что украинские войска отступают из его центра. Было сообщено, что российские войска перерезали автотрассу Донецк — Авдеевка — Константиновка.
Президент Украины Зеленский заявил, что Украина каждый день теряет на востоке 60—100 солдат убитыми и ещё 500 ранеными.
США сообщили о решении предоставить Украине РСЗО M142 HIMARS при условии, что они не будут использованы против целей на территории России. По мнению официальных лиц США, на обучение украинских расчётов работе с этими системами потребуется около трёх недель. Дмитрий Песков заявил, что это решение «подливает масла в огонь». Также госсекретарь США Энтони Блинкен объявил о выдаче Украине вооружений и техники на $700 млн; это 11-й транш, являвшийся частью дополнительных ассигнований в размере $40 млрд.
Премьер-министр Польши Матеуш Моравецкий в составе делегации прибыл в Киев для проведения Украинско-Польской межправительственной консультации.

### 2 июня
На Донбассе продолжался бой в Северодонецке и в его окрестностях, также российские войска продолжали наступление к востоку от Бахмута с целью перерезать наземные коммуникации Украины к северо-востоку от него и поддержать операцию по окружению группировки ВСУ в Северодонецке и Лисичанске. Глава ЛНР Леонид Пасечник заявил, что ЛНР контролирует всю Луганскую область, кроме Северодонецка и Лисичанска. Утверждалось, что на Северодонецком заводе «Азот» на тот момент укрывалось около 800 гражданских.
Российским ракетным ударам подверглись железнодорожный мост к северо-западу от Николаева и железная дорога во Львовской области.
Харьков подвергся российскому обстрелу, в северном районе города пострадала школа.
Сенат Ирландии принял резолюцию, признающую действия России геноцидом.
Словакия заявила о поставке восьми артиллерийских установок Zuzana 2 на Украину.

### 3 июня
Минобороны Великобритании в ходе ежедневного брифинга подвело итоги 100 дней войны: после провала первоначального плана по захвату Киева из-за ошибок при подготовке и плохого тактического исполнения Россия сосредоточила усилия на Донбассе, где добилась тактических успехов за счёт концентрации сил и ресурсов. Однако тем самым ВС РФ лишились возможности вести активные боевые действия на других направлениях. Фактически за 100 дней войны Россия не достигла ни одной стратегической цели, озвученной в ходе военных действий.
Российские войска продолжили штурм Северодонецка; по сообщению Генштаба Украины, российские силы провели успешный штурм восточной части города. Посол ЛНР в России Родион Мирошник заявил, что силы России и ЛНР продвигаются к химзаводу «Азот». ВСУ провели локальные контратаки в Северодонецке и его окрестностях. В районе города получили ранения два журналиста Reuters. Институт изучения войны отметил, что город оттянул на себя большую часть ресурсов на Донбассе, из-за чего остановилось продвижение на других участках фронта. Исследователи пришли к выводу, что понесённые под Северодонецком потери ослабят российскую армию и делают маловероятным эффективное наступление в Донецкой области.
Евросоюз утвердил шестой пакет санкций в отношении России, в который вошли ограничения на импорт и транзит российской нефти, отключение Сбера, Россельхозбанка и МКБ от SWIFT, запрет на вещание каналов ВГТРК и ТВ-Центр, персональные санкции против ряда российских и белорусских лиц и компаний. Президент Франции Эммануэль Макрон подсчитал, что потратил 100 часов на телефонные переговоры с Путиным начиная с декабря 2021 года.

### 4 июня
Ранним утром по частному аэродрому в Харьковской области был нанесён российский ракетный удар, в результате чего разрушено несколько ангаров.
Продолжились бои за Северодонецк. Глава Луганской облгосадминистрации Сергей Гайдай заявил, что украинские войска отбили 20 % Северодонецка. Гайдай сообщил, что российские войска продолжали наносить удары по оставшимся в Северодонецке мостам, чтобы отрезать украинские логистические пути в направлении Северодонецка. Российские Telegram-каналы утверждали, что российские войска заняли Сосново к северу от Святогорска и Брусовки, примерно в 9 км к юго-западу от Лимана.
По утверждению властей Украины, российские войска нанесли удары по продуктовым складам и сельхозпредприятиям в Одесской области, обстреливали населённые пункты в Харьковской, Николаевской, Луганской и Донецкой областях.
Обстрелом был уничтожен Всехсвятский скит Святогорской лавры, Минобороны России обвинило в поджоге скита украинскую сторону. Советник главы Мариуполя заявил, что российские военные сносят дома, под завалами которых могут находиться тела погибших. По мнению чиновника, это означает уничтожение доказательств гибели мирных жителей.
Минобороны Великобритании посвятило брифинг участию российской авиации на Донбассе. Как отметило ведомство, несмотря на превосходство в воздухе, ВВС РФ предположительно столкнулось с дефицитом управляемого вооружения и вынуждено проводить неизбирательные атаки, которые приводят к массовому разрушению городов и большим жертвам среди мирного населения.
Украинская сторона объявила, что почти полностью уничтожила 35-ю общевойсковую армию под Изюмом. Институт изучения войны напрямую не подтвердил заявления, но отметил, что они согласуются с их информацией о ходе боевых действий. Огромные потери ВС РФ на этом участке фронта в ISW связали с некомпетентностью российского командования.
Издание «Агентство» отметило почти полное исчезновение темы войны из публичной риторики Владимира Путина и связало это не нежеланием президента акцентировать внимание на затяжном характере конфликта, который планировался как блицкриг. Из-за повышения цен на фоне войны в Чите прошёл митинг с требованием отставки Путина.

### 5 июня
Продолжились бои за Северодонецк. Глава Луганской облгосадминистрации Сергей Гайдай заявил, что за последние два дня украинские войска отбили у российских войск 70 % Северодонецка и что российские войска в настоящее время контролируют только восточную окраину города. Однако украинский журналист Юрий Бутусов опроверг утверждения Гайдая и заявил, что украинские войска контролируют в Северодонецке только территорию завода «Азот». Минобороны Великобритании заявило, что эффективность украинских контратак в районе Северодонецка связана с использованием Россией прокси-пехоты — резервистов из ЛНР, не имеющих подготовки, оснащения и техники. По оценке ведомства, Россия копировала тактику сирийской кампании, где силы официальной армии использовались для нападения на городские районы и ограничения официальных потерь.
Российская авиация нанесла по Киеву удары крылатыми ракетами с самолётов Ту-95, целью был Дарницкий вагоноремонтный завод, это был первый более чем за месяц ракетный удар по Киеву. Одна из этих ракет пролетела на опасно малой высоте над корпусами Южно-Украинской АЭС. Украинская сторона заявила об обстрелах в Сумской, Черниговской и Харьковской, Донецкой и Луганской областях с применением РСЗО, артиллерии, танков и крылатых ракет. В результате российского ракетного удара были нанесены значительные повреждения двум промышленным предприятиям в Краматорске. Владимир Путин пообещал нанести ракетные удары по ранее не затронутым войной районам Украины в ответ на поставки стране РСЗО HIMARS.
В посёлке Николаевка Луганской области погиб российский генерал-майор Роман Кутузов. США направили на Украину вертолёты Ми-17, ранее приобретённые у России для Афганистана.

### 6 июня
Украинские войска вели бои на территории завода «Азот» в Северодонецке. Российские войска усилили обстрелы Северодонецка, Лисичанска и окрестных населённых пунктов с целью поддержки своих наземных операций и для препятствования украинским войскам развёртывать резервы и осуществлять пополнение запасов. Секретарь СНБО Украины Алексей Данилов отметил артиллерийское превосходство российских войск в районе Лисичанска и Северодонецка, и допустил оставление городов в результате «перегруппировки». Успех дальнейших действий он связал с быстротой поставок западных вооружений. По словам чиновника, «временная потеря территорий — не трагедия, трагедией стала бы потеря страны».
Российские войска продолжали артиллерийские, ракетные, воздушные и наземные атаки к востоку от Бахмута. Сообщалось о продвижении сил территориальной обороны ДНР в районе Авдеевки.
По данным российских Telegram-каналов, на северо-западе Херсонской области российские войска отбили стратегически важный населённый пункт Давыдов Брод, расположенный на восточном берегу реки Ингулец.

### 7 июня
Министр обороны России Сергей Шойгу заявил, что российские войска взяли несколько населённых пунктов в районе между Изюмом и Славянском, в том числе Святогорск, Дробышево, Студенки, Яровая. Шойгу также заявил, что они взяли 97 % Луганской области, включая всю жилую часть Северодонецка, и продолжают бои за промышленный сектор города. Также было сообщено, что российские войска постепенно продвигались к северу от Авдеевки.
Институт изучения войны и Минобороны Великобритании отметили продолжение боёв за Северодонецк, который переходил от одной стороны к другой. Сражения за отдельные населённые пункты продолжились между Изюмом и Славянском, причём каждая из сторон заявляла о собственных успехах в этом районе.
Российские военные обстреляли населённые пункты в Днепропетровской и Донецкой областях, Харьков, пострадали жилые дома. Жозеп Боррель заявил, что Россия целенаправленно уничтожила второй по величине украинский зерновой терминал в Николаеве. Из Запорожской области в Крым отправился первый поезд с украинским зерном из элеватора в Мелитополе. Украинская сторона сообщила о продолжении обмена телами погибших и возвращении 210 тел защитников Мариуполя.
Украинские власти признали ситуацию на донбасском фронте критической из-за кратного превосходства России в количестве выпущенных снарядов и активного задействования Россией авиации. Однако, по данным Meduza, ситуация не приобрела катастрофичный характер, так как продвижение российской армии составляло не больше пары километров в день.
В России моряков с потопленного флагмана Черноморского флота ракетного крейсера «Москва» включили в список участников вторжения в Украину, однако Минобороны РФ продолжило отрицать участие корабля в войне. Военный прокурор сообщил об участии не менее 600 солдат-срочников Западного военного округа в боевых действиях, за что 12 офицеров получили дисциплинарные наказания.
Суд в Калининграде объявил сведения о погибших в войне против Украины государственной тайной. В Крыму за осквернение приговорили к 2 годам колонии-поселения пенсионерку, которая после резни в Буче осквернила могилу участника вторжения на Украину. Замглавы администрации президента России Сергей Кириенко посетил оккупированную Херсонскую область и заявил о планах присоединения региона к России по аналогии с Крымом.
Основатель Gulagu.net Владимир Осечкин со ссылкой на источники в системе ФСИН заявил об операции ФСБ по созданию «фейковых» газет, теле- и радиопередач об успехах российского вторжения с целью склонить к сотрудничеству украинских военнопленных. Власти Польши объявила о поставке Украине более 50 гаубиц AHS Krab, что стало крупнейшим за несколько лет экспортным контрактом для военной промышленности страны.

### 8 июня
Институт изучения войны отметил, что российские силы установили контроль над большей частью жилого сектора Северодонецка и перешли к артиллерийским обстрелам промзоны, где закрепились украинские войска. Продолжилось российское наступление на Славянск и Лисичанск, бои к западу и востоку от Попасной, украинское контрнаступление под Херсоном. Минобороны Великобритании отметило, что из-за большой протяжённости 500-километрового фронта оккупированной зоны обе стороны конфликта оказались ограничены в наступательных возможностях.
Посол ЛНР в России Родион Мирошник заявил, что российские войска заняли аэропорт Северодонецка, и заявил, что украинские войска продолжают сопротивление на заводе «Азот». Российские войска пытались нарушить украинские сухопутные коммуникации с Лисичанском. Также они продолжали наступление на юго-восток от Изюма.
Российские войска нанесли удары по населённым пунктам в Харьковской, Сумской, Запорожской областям и городам в зоне столкновения на Донбассе. В Сумах, как утверждали местные власти, обстрелами были уничтожены центр содержания нелегальных мигрантов и помещения Госпогранслужбы. Владимир Зеленский анонсировал запуск «Книги палачей», информационной системы для сбора подтверждённых данных о военных преступлениях российской армии. Минобороны Украины сообщило об использовании ВС РФ советских танков Т-62 в качестве долговременных огневых точек в Запорожье.
Всемирный банк одобрил дополнительные 1,49 млрд $ помощи Украине. СБУ и офис Генпрокурора сообщили об аресте активов приближённого к Владимиру Путину олигарха на сумму 2 млрд гривен (журналисты сочли, что речь идёт об Андрее Молчанове). Оккупационная администрация Запорожской области заявила о начале отправки экспроприированного украинского зерна через РФ в страны Ближнего Востока.

### 9 июня
Продолжились бои за Северодонецк, российская сторона установила контроль над жилыми районами города и наступала на позиции ВСУ на территории завода «Азот». Массированные удары российской артиллерии и авиации продолжили превращать город и окрестности в руины, сравнивая городскую застройку с землёй.
Российские войска постепенно продвигались к востоку от Бахмута и с Изюмского направления на Славянск. Российские телеграм-каналы заявляли о взятии Терновой и Варваровки к северо-востоку от Харькова и Пришиба к югу от Святогорска и 20 км к северу от Славянска, но Институт изучения войны не нашёл независимого подтверждения этой информации.
Командование украинских войск заявило об успешном ходе контрнаступления под Херсоном. В Новограде-Волынском Житомирской области российская ракета повредила многоэтажный жилой дом (российская сторона заявила об обстреле учебного центра ВСУ). Глава «Украинской железной дороги» сообщил об участившихся ударах России по железнодорожной инфраструктуре, в частности, по вагоноремонтным заводам.
Агентство France Press со ссылкой на американские военные источники сообщило, что у западных стран практически исчерпались запасы техники советского производства, из-за чего поставки почти полностью переключились на западное вооружение, превосходящее российские аналоги, но требующее дополнительного обучения экипажей.
Верховный суд ДНР приговорил к смертной казни трёх пленных служащих ВСУ из 36-й бригады морской пехоты: британских граждан Шона Пиннера и Эйдена Аслина и подданного Марокко Саадуна Брагима. В нарушение норм международного гуманитарного права военнопленных привлекли к ответственности за факт участия в боевых действиях (статьи УК ДНР о терроризме и насильственном захвате власти). Суд проходил в закрытом режиме. Журналистский проект «Адвокатская улица» отмечал, что Россия, вероятно, попыталась вывести процесс из-под своей юридической ответственности и обойти мораторий на смертную казнь, однако в силу фактической несамостоятельности ДНР и сомнительной независимости и беспристрастности суда несёт полную ответственность за его решение (включая все допущенные нарушения).

### 10 июня
Российские войска продолжили штурм Северодонецка, обстрелы Лисичанска, Устиновки, Тошковки и Золотого. К востоку от Бахмута ВС РФ продолжили попытки перерезать трассу Бахмут—Лисичанск, Генштаб ВСУ сообщил о боях за населённые пункты Нырково, Николаевка, Нагорное и Брестово, расположенные вдоль трассы, а также о продвижении России на линии Воздвиженка — Роты к югу от Бахмута и в районе Славянска. Российская сторона заявляла о взятии под контроль Кинбурнской косы — небольшого полуострова вблизи Очакова.
Украинские власти заявили об уничтожении базы российской ЧВК «Вагнер» в Кадиевке. Минобороны Великобритании отметило, что ВСУ продолжают удерживать южную часть Северодонецка — около трети территории города, как утверждают местные власти. Мэр Мелитополя сообщил, что за минувшие две недели украинские силы оттеснили Россию на 5—7 км от Запорожья. В офисе президента Украины сообщили о гибели двух российских генералов в результате удара по Старой Збурьевке в Херсонской области, но независимых подтверждений этой информации не поступало. В городе Клинцы Брянской области России начался пожар на территории воинской части, горела военная техника, российские власти отказались от комментариев.
Британское министерство обороны отметило, что большой проблемой на оккупированной территории Украины стал доступ к чистой питьевой воде, медикаментам и телекоммуникации. Мэр Мариуполя в интервью BBC отметил, что из-за разрушенного водопровода, канализации, перебоев с поставками медикаментов и медицинской помощью вкупе с большим числом массовых захоронений в городе начались вспышки холеры и дизентерии, был введён карантин.
Многочисленным обстрелам подверглись населённые пункты Украины в Донецкой, Луганской и Харьковской областях. Мэр Херсона сообщил об обстановке в оккупированном городе: ежедневные обстрелы, нет украинской связи и интернета, не работает общепит, ограниченный доступ к продуктам, только российская гуманитарная помощь, досмотры на блокпостах, нет безопасных коридоров на въезд и выезд из города.
Замглавы военной разведки Украины подтвердил значительное — в 10—15 раз — превосходство России в числе орудий на восточном фронте и переход на боеприпасы НАТО калибром 155 мм из-за исчерпания запасов. Офис президента Украины признал гибель 100—200 военнослужащих в день из-за отсутствие паритета в артиллерии.
Министр аграрной политики и продовольствия Украины сообщил, что страна потеряла около четверти пахотных земель из-за войны, что может привести к снижению урожая на 40 %. Amnesty International отметило, что смертный приговор военнослужащим с иностранным гражданством, вынесенный в ДНР, нарушает Женевскую конвенцию об обращении с военнопленными и может быть использован Россией для шантажа Великобритании.

### 11 июня
По информации британской разведки, российские войска использовали против наземных целей тяжёлые противокорабельные ракеты Х-22, разработанные в 1960-х годах и предназначенные для доставки ядерных боеголовок. Эти ракеты имеют низкую точность, и их использование наносит значительный побочный ущерб. Ведомство предположило, что Россия была вынуждена применять устаревшее оружие из-за дефицита современных ракет и эффективности украинского ПВО, которое ограничивало возможности для использования тактической авиации.
В Запорожской и Херсонской области началась выдача российских паспортов. Оккупационные власти Херсонской области пообещали жителям списать кредиты в украинских банков и долги за услуги ЖКХ. Владимир Зеленский провёл в Киеве встречу с председателем Еврокомиссии Урсулой фон дер Ляйен.

### 12 июня
Продолжились обстрелы украинской территории по множеству направлений. В Харьковской области, по утверждению украинской стороны, под обстрел попал детский оздоровительный лагерь. В Светлогорске — Углегорская ТЭС. В оккупированных Бердянске и Мелитополе произошли взрывы. Российские власти Запорожской области сперва заявили о теракте на электроподстанции в Бердянске, но позже перешли к традиционному для российской пропаганды термину «хлопок», объяснив взрывы коротким замыканием.
Глава Луганской обладминистрации заявил, что на территории завода «Азот» в Северодонецке остаются около 500 мирных жителей, включая 40 детей. Независимая международная комиссия ООН по расследованию преступлений России на Украине посетила Киевскую область, где ранее нашли тела 1300 мирных жителей, убитых во время российской оккупации.
Украина наладила два пути экспорта зерна через Польшу и Румынию, а представители МИДа заявили о работе над третьим маршрутом через страны Балтии. Британская компания QinetiQ анонсировала передачу Украине 10 роботов-сапёров TALON в дополнение к уже поставленным 12.

### 13 июня
По состоянию на 13 июня российские войска контролировали 95 % Луганской и около 50 % Донецкой областей, всё побережье Азовского моря, Херсонскую область и большой участок Запорожской области.
Российские войска вытеснили ВСУ из центра Северодонецка и уничтожили последний оставшийся мост между Северодонецком и Лисичанском. Представитель ДНР заявил, что после уничтожения этого моста Северодонецк фактически оказался в блокаде.
Глава администрации Луганской области Сергей Гайдай и представители Минобороны Украины заявили, что вопреки заявлениям российской стороны (сделанным 12 июня в День России), бои за Северодонецк продолжаются. Россия контролировала 70—80 % города, включая его центр, и продолжала обстрелы незанятых территорий, включая комбинат «Азот», где в бомбоубежищах скрываются местные жители.
Также Сергей Гайдай заявил о значительном преимуществе российской армии над ВСУ в артиллерии и о катастрофической ситуации в городе, где бомбёжками были уничтожены водопровод и газоснабжение, нет электричества и есть большие перебои с медицинской помощью.
Глава украинской полиции сообщил, что ведомство расследует гибель более 12 тысяч гражданских, включая 1,5 тысяч только в Киевской области, и только 13 июня в Бучанском районе была обнаружена ещё одна братская могила с телами 7 местных жителей со следами пыток и выстрелов в голову.
Расследователи Amnesty International заявили, что в ходе обстрелов жилых районов Харькова в апреле — начале мая Россия использовала кассетные боеприпасы и кластерные мины. В частности, были собраны доказательства обстрела кассетными боеприпасами детской площадки, в ходе которого были убиты 9 человек, 35 получили ранения. Всего местные власти сообщали о 606 погибших мирных жителях. Организация подчеркнула, что неизбирательные атаки украинских городов с использованием такого вооружения являются однозначным военным преступлением.

### 14 июня
Российские войска продолжили штурм Северодонецка. Минобороны России предложило украинским военным, обороняющимся на территории комбината «Азот», сдаться под гарантии сохранения жизней и исполнения Женевской конвенции об обращении с военнопленными.
Генштаб ВСУ заявил о российских обстрелах военной и гражданской инфраструктуры на большинстве направлений. Журналисты BBC обнаружили в Харькове новые свидетельства применения кассетных боеприпасов; Amnesty International утверждала, что их применяли российские войска. Глава Донецкой области оценил число жертв среди гражданских в регионе с начала войны более чем в 500 человек.
Власти ДНР обвинили ВСУ в обстреле Донецка, в результате которого погибли 5 мирных жителей. Однако, как отметили журналисты BBC, сепаратисты не предоставили каких-либо доказательств причастности ВСУ, а свидетельства дончан о характере стрельбы не соответствовали официальной российской версии.
Минобороны Великобритании отметила небольшие успехи России на Харьковском направлении. В рамках брифинга, посвящённого российскому ВПК, ведомство поставило под сомнение способность отрасли обеспечить потребности армии и восполнить потери в технике из-за отсутствия производства высококачественной оптики и электроники.
Президент США Джо Байден анонсировал строительство временных зернохранилищ на границе стран ЕС и Украины для облегчения экспорта зерна по железной дороге, который замедляется из-за разницы в ширине железнодорожной колеи. «Газпром» сократил объём прокачки газа по «Северному потоку», возложив вину на задержки в передаче оборудования компанией Siemens.

### 15 июня
Минобороны Великобритании отметило, что российским силам потребовалось более месяца для установления контроля над большей частью Северодонецка, а украинское сопротивление связало большие силы ВС РФ. Ведомство также отметило российскую тактику ведения городских боёв с упором на интенсивное использование артиллерии и значительными разрушениями гражданских объектов.
На Донбассе российские войска продолжали наступление в направлении Славянска и, по заявлению российского Telegram-канала, заняли село Долина примерно в 20 км к северо-западу от Славянска. Также сообщалось о прорыве обороны Украины в посёлке городского типа Врубовка (около 20 км к югу от Лисичанска) и боях за контроль над Николаевкой, Васильевкой, Яковлевкой и Берестово — населёнными пунктами в пределах 10 км от критически важной автотрассы T1302 Бахмут-Лисичанск. Российская армия продолжила штурм комбината «Азот», где помимо военных были заблокированы несколько сотен гражданских.
Украинская сторона заявила об обстрелах населённых пунктов в Сумской, Черниговской, Луганской и Днепропетровской областях. Генерал-майор ВСУ Дмитрий Марченко назвал Крымский мост, по которому Россия перебрасывает резервы на юг Украины, «целью номер один» после поставок западного тяжёлого вооружения. The Insider выпустил материал о насильной отправке чеченцев как «добровольцев» на Украину. Джо Байден объявил о новом пакете военной помощи Украине на сумму в $1 млрд.

### 16 июня
Продолжилось противостояние на востоке Украины, бои за Северодонецк. Министр обороны Великобритании отметил, что украинская армия ведёт оборону при 20-кратном превосходстве России в числе орудий, но ситуацию могут переломить поставки западной дальнобойной артиллерии. Министр также сообщил о приобретении более 20 бельгийских самоходных 155-миллиметровых орудий для отправки на Украину.
Институт изучения войны сообщил о продолжении российских ударов по Северодонецку и укреплённым сухопутным коммуникациям до Лисичанска. Российское наступление к северо-западу от Славянска не имело успеха. ВСУ возобновили подготовку к контрнаступлению к западу от Изюма. В ожидании контрнаступления ВСУ, российские войска начали укреплять позиции на северо-западе Херсонской области. Британская военная разведка сообщила о попытках продвижения российских войск к Попасной с целью замкнуть котёл вокруг Северодонецка.
Представители ДНР заявили, что российские войска и прокси-пехота вошли в помещения завода «Азот», но предприятие остаётся под контролем ВСУ, а также утверждали, что заняли Шахтёрск, Луганское, Новолуганское и Рассадки к юго-востоку от Бахмута. Пророссийский блоггер и военный журналист Евгений Поддубный заявил, что российские войска контролируют участки трассы T1302 Бахмут-Лисичанск и препятствуют переброске украинских резервов, но эта информация не была подтверждена независимыми экспертами. Российские войска постепенно продвигались на территории к юго-востоку от Изюма.
Британская военная разведка отметила, что из-за разрушения основных мостов через Северский Донец, связывающих Северодонецк с подконтрольными Украине территориями, ВС РФ будут вынуждены наводить переправы или продолжать наступление через фланги. Бои в самом городе свелись к противостоянию небольших пехотных соединений, что в значительной степени нивелировало превосходство России в бронетехнике. При этом, следует из данных разведки, ВСУ вероятно удалось вывести из Северодонецка большую часть сил.
Верховный комиссар ООН по правам человека представила доклад о ситуации в Мариуполе. Российскими обстрелами было разрушено до 90 % жилых домов и 60 % частного сектора. 350 из 450 тысяч жителей были вынуждены покинуть город. Все больницы, способные принимать раненых, были повреждены или разрушены, электро-, газо- и водоснабжение в городе отсутствует с начала марта, не работает канализация. Российский авиаудар по драматическому театру стал одной из самых смертоносных атак по мирным жителям за всё время войны. На 16 июня ООН подтвердил гибель 1148 гражданских, включая 70 детей, но полное число жертв неизвестно и исчисляется тысячами.
Президент Украины Владимир Зеленский поднял на заседании Совета национальной безопасности вопрос об угрозе нового вторжения со стороны Белоруссии. Глава Российского МИДа Сергей Лавров в очередной раз заявил в интервью, что Россия не вторгалась на Украину, а также поставил под сомнение самостоятельность и независимость руководства ООН. Из-за войны украинские фермеры засеяли на 30 % меньше полей, что может вдвое уменьшить урожай зерновых по итогам сезона.
Президенты Франции и Румынии, а также канцлер Германии и премьер-министр Италии посетили Киев. По завершении встречи французский президент Эммануэль Макрон заявил, что Франция, Германия, Италия и Румыния поддерживают немедленное предоставление Украине статуса кандидата в Евросоюз.

### 17 июня
Институт изучения войны сообщил о безуспешных российских атаках на Северодонецк и его юго-восточную окраину. Российские силы продолжили попытки прервать сообщение с Лисичанском. ВСУ провели ограниченно успешное контрнаступление к северо-западу от Изюма с целью отвлечь российские войска от наступления в направлении Славянска и нарушить пути снабжения.
Украинские власти сообщили об ударе по жилым домам и инфраструктуре в Харькове, обстрелах Сумской и Черниговской области, применении ствольной артиллерии и РСЗО в районах населённых пунктов на Южнобутском направлении. Украинские ВМС уничтожили российский буксир «Спасатель Василий Бех», который доставлял на остров Змеиный солдат и боеприпасы. Глава Луганской облвоенадминистрации заявил о том, что в бомбоубежищах на комбинате «Азот» прячутся от обстрелов более 500 человек.
Владимир Путин заявил, что не угрожает западным странам ядерной войной, но готов применить ядерное оружие для защиты суверенитета России. Также Путин объявил последствия войны для мировой экономики, включая продовольственный кризис и рост инфляции в западных странах, следствием европейской бюрократии и экономической политики США, а не результатом вторжения на Украину. В соответствии с запретом ЕС на железнодорожный транзит Литва закрыла транзит санкционных грузов в Калининградскую область.
Премьер Великобритании Борис Джонсон повторно посетил Киев. Великобритания сообщила о новой программе тренировки украинских военных, которая позволит обучать до 10 тысяч военнослужащих каждые 4 месяца.
В ходе пленарного заседания на Петербургском международном экономическом форуме в присутствии Владимира Путина президент Казахстана Касым-Жомарт Токаев заявил о принципиальном непризнании квазигосударственных терииторий ЛНР и ДНР, а также непризнании Абхазии и Южной Осетии, оккупированных Россией в ходе российско-грузинской войны 2008 года.

### 18 июня
Российские войска нанесли ракетные удары по Шебелинскому газоперерабатывающему заводу (возник крупный пожар), Кременчугскому НПЗ и Кременчугской ТЭЦ. Также в результате ракетного удара было уничтожено хранилище горючего в Новомосковске Днепропетровской области.
По заявлению Минобороны России, в 12:30 российские вооруженные силы нанесли удар ракетами «Калибр» по пункту управления украинских войск в районе села Широкая Дача (Днепропетровская область), в котором, как утверждает ведомство, проходило рабочее совещание военных. Минобороны РФ утверждает, что в результате удара были убиты «свыше 50 генералов и офицеров ВСУ, в том числе генштаба, командования группировки войск „Каховка“, десантно-штурмовых войск и соединений, действующих на Николаевском и Запорожском направлениях».
В оккупированном Херсоне было совершено покушение на начальника колонии № 30, сотрудничающего с пророссийской администрацией. Минобороны России заявило об ударе ракетами «Калибр» по украинскому штабу в районе Широкой Дачи и уничтожении свыше 50 генералов и офицеров ВСУ.
Минобороны Великобритании посвятило брифинг гуманитарному коридору из Северодонецка на оккупированные территории, о котором накануне заявила Россия. Эксперты указали на прецеденты одностороннего объявления Россией гуманитарных коридоров в ходе войны в Сирии манипулирования пространством боевых действий и принудительного перемещения населения. По предположению ведомства, украинские граждане вероятно отнесутся к гуманитарному коридору с подозрением, а российские военные сочтут оправданным применение силы без оглядки на число жертв среди некомбатантов.
Пентагон приостановил план администрации Джо Байдена по передаче Украине четырёх больших боевых дронов General Atomics MQ-1C Grey Eagle из опасений, что оборонные технологии попадут в руки российских военных. BBC выпустил материал о фильтрационных лагерях и насилии, через которое проходят украинцы, которые добровольно или принудительно покидают страну в направлении России.

### 19 июня
Минобороны России заявило о взятии посёлка городского типа Метёлкино, расположенного у юго-восточной границы Северодонецка. Глава Луганской области заявил, что российские силы контролируют большую часть Северодонецка и усиливают резервы в районе Орехового, Тошковки, Золотого, Камышевахи, а также сообщил о текущей эвакуации из Лисичанска и Горного.
В Днепропетровской области на нефтебазе, накануне попавшей под обстрел, взорвался резервуар с топливом. Министр инфраструктуры Украины признал, что из-за нарушения цепочек поставок и уничтожения Кременчугского НПЗ страна столкнулась со временным дефицитом топлива.
На Изюмском направлении погиб Олег Куцин — создатель и лидер украинского батальона «Карпатская Сечь». Командиров украинских подразделений, сдавшихся в плен на «Азовстали», этапировали в Россию. Начальник Национального центра управления обороной РФ заявил о том, что с начала войны в Россию, ДНР и ЛНР были вывезены более 307 тысяч детей. Украинская сторона ранее называло это фактическим похищением: российские военные не позволяли украинцам с оккупированных территорий и из районов, где ведутся боевые действия, выехать на подконтрольную Украине территорию.
Генсек НАТО Йенс Столтенберг сообщил, что статус России в новой стратегии альянса сменился с партнёра на «прямую угрозу безопасности».

### 20 июня
Глава Луганской обладминистрации сообщил о боях в промзоне Северодонецка и утрате контроля над остальной частью города. Он подтвердил взятие российскими войсками посёлка Метёлкино под Северодонецком. При этом, по его словам, украинские войска не оказались в окружении. На территории комбината «Азот», как следовало из заявлений официальных украинских лиц, оставалось около 300 гражданских, большая часть которых отказывается эвакуироваться. Он также заявил, что Россия активизировала артиллерийские и воздушные удары по ВСУ в Северодонецке, особенно по промзоне, окраинах города, Тошковском и Устиновском районах, где ВСУ ожидало попытку прорыва. Массированным обстрелам подвергся Лисичанск, а также населённые пункты вдоль трассы Лисичанск-Бахмут, по которой продвигаются ВС РФ.
Власти Украины утратили контроль над посёлком городского типа Тошковка, расположенным к юго-востоку от Лисичанска.
Украина обстреляла ракетами буровые платформы «Черноморнефтегаза» на Одесском газовом месторождении, после чего одесская администрация заявила об увеличении числа боевых кораблей-носителей крылатых ракет в районе. В течение того же дня Россия нанесла 14 ракетных ударов по югу Украины, включая Одессу.
Минобороны Великобритании отметило ограниченную эффективность российской авиации на Донбассе, которая сказалась на общем ходе операции. По оценке ведомства, несмотря на большое число достаточно современных самолётов, Россия не смогла добиться господства в воздухе из-за слабой подготовки пилотов и несовременного подхода к ведению воздушной кампании. Следствием этого стал больший упор на сухопутные войска и перерасход крылатых ракет для ударов по украинским позициям.
Суд на Украине официально запретил партию «Оппозиционная платформа — За жизнь», связанную с кумом Владимира Путина Виктором Медведчуком. В России в примерную школьную программу для 9 классов по новейшей истории вошли тема российско-украинской войны (в формате «героической борьбы жителей Донбасса») и признание Россией ЛНР и ДНР. Глава управления президента РФ по общественным проектам анонсировал введение в российских школах классных часов по политическому просвещению.
По информации украинской стороны, российские военные удерживают в плане более 1,5 тысяч мирных жителей Украины. Также с начала войны из 350 обещанных Россией гуманитарных коридоров для эвакуации людей с оккупированных территорий работали меньше половины — 165.

### 21 июня
Российские войска вели успешное наступление к юго-востоку от Северодонецка. Генштаб Украины подтвердил, что они захватили посёлки Тошковка, Мирная Долина и Подлесное, расположенные к югу от Лисичанска. Под российские обстрелы попали Харьков и область, подконтрольная Украине часть Донецкой области, Сумская область и Лисичанск. Местные власти заявили о гибели гражданских и разрушении объектов инфраструктуры. Продолжился пожар на буровой платформе «Черноморнефтегаза», вызванный украинским ракетным ударом. Из порта Мариуполя вышло первое из иностранных судов, застрявших там после начала войны — турецкий сухогруз Azov Concord.
Минобороны Великобритании в ежедневном брифинге отметило, что по итогам 4 месяцев войны России не удалось установить контроль над Чёрным морем, что подорвало первоначальный план вторжения, предполагавший создание угрозы для Одесской области с моря. The New York Times выпустил материал о предположительном использование Россией старых, плохо обслуживаемых боеприпасов, о чём свидетельствует характер воронок от взрывов. Ранее военные эксперты неоднократно сообщали о применении устаревшей советской техники.
Генпрокурор США объявил о создании специальной группы по расследованию преступлений России на Украине, которую возглавит Эли Розебаум, широко известный как охотник за нацистами, благодаря которому к ответственности были привлечены свыше 100 нацистских преступников. Нобелевская медаль Дмитрия Муратова была продана на аукционе за 103,5 млн $, которые были направлены на помощь украинским беженцам.
Украинская армия начала использовать немецкие САУ PzH 2000. Люксембург выделил 15 % своего оборонного бюджета на военную помощь Украине.

### 22 июня
Глава Луганской области заявил о наступлении российских войск на Лисичанск и уличных боях в Северодонецке, обстрелах Синецкого и Павлограда. Российские войска, по его словам, вошли в Тошковку, закреплялись в Устиновке, Подлесном и Мирной Долине и вели наступление на Белую Гору. По данным властей Украины, посёлок Лоскутовка и село Рай-Александровка, расположенные к югу от Лисичанска, с вечера 22 июня были взяты российскими войсками. После взятия этих населённых пунктов контролируемые украинскими войсками города Горское и Золотое Луганской области оказались почти в полном окружении.
В оккупированной Херсонской области было совершено покушение на назначенного Россией главу Чернобаевки. Российские войска нанесли ракетные удары по Николаеву. Украинские беспилотники атаковали Новошахтинский НПЗ в Ростовской области, завод временно остановил работу, пожар был потушен в течение дня.
Минобороны Великобритании на основе официальных данных оценило потери ДНР в 55 % от всего личного состава. Мэр Мариуполя заявил о гибели 22 тысяч жителей города за время российской агрессии. Чиновник заявил о критической ситуации с лекарствами пищей и водой, риске вспышек холеры и депортации украинцев в Россию.
Washington Post рассказал об участии крупных американских технологических компаний в защите Украины от российских кибератак. В их числе Google, который обеспечит защиту от DDoS-атак, Microsoft, который помог отразить масштабную хакерскую атаку на сервера украинского правительства в первые дни войны и оказал технологическую помощь на 239 млн долларов, SpaceX, предоставивший безопасный канал связи через сеть Starlink. Издание также сообщило об украинском хакере из российской группировки Conti, который слил исходный код вредоносного программного обеспечения и другие данные, которые помогли отразить атаки.
Минфин Украины оценил потери бюджета в 70 % таможенных и 30 % налоговых поступления в сравнении с довоенным периодом. Еврокомиссия сообщила, что российское вторжение на Украину угрожает странам Северной Африки катастрофическим голодом, политическими кризисами и массовой эмиграцией.

### 23 июня
В Луганской области российские войска достигли южных окраин Лисичанска и, вероятно, завершили окружение группировки ВСУ в городах Горское и Золотое. Генштаб Украины заявил, что силы 1-го армейского корпуса ДНР взяли посёлок Николаевка, расположенный вдоль автотрассы Т1302 Бахмут — Лисичанск. Глава Луганской обладминистрации Сергей Гайдай сообщил, что эта трасса в настоящее время не функционирует; по мнению ISW, это «позволяет предположить, что российские войска успешно пресекают попытки украинского снабжения в районе Лисичанска».
В Конгресс США был внесён законопроект, предполагающий обучение украинских лётчиков управлению американскими истребителями (ранее в рамках пакета военной помощи конгресс одобрил поставки на Украину истребителей F-16). США направили Украине новый транш военной помощи на $450 млн, включая РСЗО, патрульные катера и артиллерийские боеприпасы. На Украину прибыли американские дальнобойные РСЗО HIMARS.
Россия нанесла ракетные удары по Николаеву и Одессе, обстреляла Харьков и область, Днепропетровскую и Хмельницкую области, населённые пункты в районе линии соприкосновения. Спустя более 100 часов был потушен пожар на нефтебазе в Новомосковском районе, который начался после обстрела 18 июня.
Украинская сторона сообщила об уничтожении ЗРПК «Панцирь-С1» в ходе атаки на остров Змеиный.
Украина и Молдавия получили статус кандидатов в члены ЕС. Великобритания ввела новые санкции против России: под запрет попали использование фунта стерлингов и банкнот стран ЕС, экспорт продукции для морского сектора, нефтепереработки, авиационного топлива и продукции двойного назначения. Минюст Украины подал в ЕСПЧ иск против России о нарушении ряда статей Европейской конвенции по правам человека.

### 24 июня
Утром глава Луганской облвоенадминистрации Сергей Гайдай объявил, что ВСУ придётся покинуть Северодонецк, «потому что находиться на разбитых позициях не имеет смысла: растёт число погибших». По его словам, украинские войска в Северодонецке уже получили приказ об отходе на новые позиции. После 4 месяцев обстрелов в городе была полностью уничтожена инфраструктура, разрушены или повреждены 90 % домов.
Утром Минобороны России заявило, что в районе городов Горское и Золотое полностью блокированы четыре батальона ВСУ и отряд иностранных наёмников общей численностью около 2 тыс. человек. Данное окружение было названо «Горским котлом». Вечером Минобороны России заявило, что Южная группировка российской армии под командованием генерала армии Сергея Суровикина завершила разгром ВСУ в «Горском котле», войсками России и ЛНР были заняты города Горское и Золотое; одновременно группировка войск «Центр» под командованием генерал-полковника Александра Лапина блокировала Лисичанск с юга.
Власти Украины сообщили, что российские войска заняли все населённые пункты Горской городской общины Северодонецкого района Луганской области.
Также российская сторона заявила о блокировании Лисичанска с юга.
Власти Украины заявили, что путепровод на автотрассе, ведущей в Лисичанск, сильно пострадал в результате авиаудара российской авиации, став непригодным для движения грузовиков, и в результате город отрезан от поставок гуманитарной помощи. Под обстрел попали населённые пункты Донецкой области и город Николаев. Российские военные нанесли ракетный удар по спорткомплексу Харьковского политехнического института. Российское минобороны в ходе брифинга впервые раскрыло имена командующих южной группировкой войск и группой «Центр» — это главнокомандующий ВКС России Сергей Суровикин и генерал-полковник Александр Лапин.
В отсутствие официальной информации о потерях российской стороны журналистский проект «Можем объяснить» обратил внимание на статистику госзакупок товаров для организации похорон и массовую скупку мест на кладбищах местными органами власти (за казённый счёт проводятся похороны солдат из малообеспеченных семей или отличившихся на службе). Как отметил один из собеседников издания, число людей, которых хоронят за счёт местных бюджетов настолько велико, что в некоторых регионах ощущается нехватка средств.
Власти Смоленска в ответ на критику войны польскими политиками сняли флаг Польши с мемориального комплекса в Катыни в память жертв массовых расстрелов поляков сотрудниками НКВД. Президент Литвы призвал увеличить контингент НАТО в странах Балтии, чтобы отразить угрозу нападения России со стороны Беларуси. The Guardian со ссылкой на американскую разведку сообщил, что российский флот получил приказ заминировать порты Одессы и Очакова, а также уже заминировал Днепр в рамках блокады экспорта украинского зерна.
The Bell выпустил расследование о резком росте объёмов российской пропаганды в телеграм-каналах после начала войны. Журналисты отметили, что в течение 3 месяцев после вторжения появилось более 500 новых каналов с пророссийским военным нарративом, крупнейшие из которых имеют до 1,5 млн подписчиков. Журналисты отметили, что речь может идти о крупной сети каналов, которые продвигают друг друга и каналы известных пропагандистов. Отдельно журналисты отметили старые каналы, которые сменили тематику после начала войны и начали транслировать антиукраинскую риторику и непроверенные новости (крупнейшие — до 2,9 млн человек).

### 25 июня
В ночь на 25 июня российские войска нанесли один из крупнейших авиаударов за последние недели, выпустив более полусотни ракет по военным объектам во Львовской, Житомирской и Черниговской областях, в том числе по Яворовскому военному полигону и посёлку Десна, где находится одноимённый учебный центр Сухопутных войск ВСУ. Согласно заявлению Согласно заявлению Главного управления разведки Украины, впервые часть авиаударов была нанесена из воздушного пространства Беларуси.
Об обстрелах населённых пунктов сообщили власти Львовской, Житомирской и Черниговской областей. В Харькове удар пришёлся по зданию Харьковского физико-технического института, где расположена исследовательская ядерная подкритическая установка «Источник нейтронов». Были нанесены удары по гражданской инфраструктуре города Сарны Ровненской области.
Власти Украины сообщили, что ВСУ отступили от Северодонецка и расположенных к югу от него посёлков городского типа Сиротино, Вороново и Боровское на заранее подготовленные позиции. Северодонецк был полностью занят российскими войсками. Минобороны России заявило об установлении контроля над «левобережной территорией Северского Донца в границах Луганской Народной Республики». Начались бои в черте Лисичанска.
Украина начала развертывание систем HIMARS на своей территории. Минфин Украины сообщил о гранте в 1 млрд евро от Германии для финансирования социальных и гуманитарных расходов во время военного положения.

### 26 июня
Утром Россия нанесла по Киеву серию ракетных ударов. По информации украинских властей, по городу были выпущены 14 ракет. Одна из них попала в жилую многоэтажку в Шевченковском районе. Частично разрушились три верхних этажа здания, один человек погиб, шестеро получили ранения. Другая ракета упала на игровую площадку на территории детского сада. Минобороны России же заявляло, что по городу было выпущено 4 ракеты, которые поразили оружейный завод «Артем», а ущерб гражданским объектам был нанесён украинской зенитной ракетой, направленной на перехват.
Российские войска нанесли удары по Харькову (пострадали жилой дом и медицинское учреждение) и области и Черкасской области, было повреждено железнодорожное полотно на дамбе через Днепр. Украинский «Энергоатом» повторно (ранее — 5 июля) заявил о пролёте ракеты на критически малой высоте над Южно-Украинской АЭС.
Глава Харьковской области сообщил, что в результате российских обстрелов города с начала войны были разрушены 4019 жилых домов, 427 учебных заведений, 97 медицинских учреждений, 62 заведения культуры и 12 промышленных предприятий.
Первый замминистра аграрной политики и продовольствия Украины заявил, что с начала вторжения Россия вывезла с оккупированных территорий 400 тысяч тонн зерна. В Херсонской области произошло четвёртое по счёту покушение на представителя оккупационной администрации.
Минобороны Великобритании отметило, что в ходе необычно интенсивных обстрелов 24—26 июня Россия использовала советские ракеты X-22 и более современные Х-101, разработанные как стратегическое оружие большой дальности, но использованные в рамках вторжения для получения тактического преимущества. В Минобороны США отметили, что массированные ракетные удары по Украине могут быть ответом на поставки систем HIMARS, а также анонсировали закупку для Украины систем ПВО NASAMS и подготовку украинских экипажей.

### 27 июня
Российская авиация нанесла ракетный удар по территории Кременчугского завода дорожных машин и находившегося рядом торгового центра «Амстор». Одна из двух ракет X-22 разрушила цех и теплицу на территории Кременчугского завода дорожных машин, а вторая поразила ТЦ, где находились более 1000 мирных жителей. На 27 июня было известно о 20 погибших, десятках пострадавших или пропавших без вести. Начавшийся пожар полностью уничтожил здание. Украина объявила случившееся террористическим актом, лидеры стран G7 пообещали привлечь Владимира Путина к ответственности. Российская сторона сделала ряд противоречивых и бездоказательных утверждений, оправдывая удар или заявляя о его фальсификации. Британская разведка и интернет-издание «Медуза» считают вероятным, что целью был именно завод, однако из-за применения ракет с низкой точностью под удар попал и торговый центр.
Помимо Кременчуга, от обстрелов пострадали другие украинские города. В Лисичанске снаряды РСЗО попали по людям, стоявшим в очереди за водой, местные власти сообщили о 8 погибших, 21 раненом. Повреждения получили два храма, автовокзал и другие объекты. Были обстреляны Харьков, населённые пункты Донецкой, Сумской, Одесской и Николаевской областей. Продолжились разборы завалов в Мариуполе, почти полностью разрушенном российской армией. Только в одном доме в Левобережном районе были обнаружены тела более 100 погибших.
Российские войска успешно наступали западнее посёлка Волчеяровка в направлении автотрассы Т1302 Лисичанск — Бахмут. Минобороны Великобритании отметило попытки России нарастить темпы наступления на севере Изюмского направления. Представители ЛНР сообщили о полной эвакуации гражданских с территории комбината «Азот». Украинские спецназовцы в интервью The Times впервые признали проведение диверсионных операций в пограничных регионах России.
Расследование BBC нашло доказательства кражи российскими войсками тысяч тонн украинского зерна: после «национализации» оккупационной администрацией зерно вывозят грузовиками в крымские порты. Ранее украинские власти называли конкретные корабли, которые использовались для вывоза зерна из Крыма.
Федеральная разведывательная служба Швейцарии заявила о выявлении нескольких десятков российских шпионов, дислоцированных в Женеве. Страны G7 анонсировали новые санкции, направленные на ограничение доступа России к ресурсам, технологиям и источникам дохода. Также лидеры «Большой семёрки» договорились о 29,5 млрд долларов финансовой помощи Украине для покрытия дефицита. НАТО объявило об увеличении численности сил повышенной готовности с 40 до 300 тысяч человек. Компания Baykar Makina решила бесплатно передать Украине 3 БПЛА Bayraktar TB2, на который жители Украины собрали 600 млн гривен за 3 суток.
Агентство Moody’s и Bloomberg сообщили, что Россия допустила первый с 1918 года дефолт по внешнему долгу, поскольку из-за санкций не смогла провести долларовый платёж по облигациям. Российские власти не согласились с утверждениями о дефолте, сочтя, что выплаты в рублях — это достаточное выполнение обязательств перед кредиторами.

### 28 июня
Посол ЛНР в России Родион Мирошник заявил что силы ВСУ начали отход из Лисичанска в направлении Северска, Краматорска и Славянска, и что под контроль пророссийских сил перешли до 30 % города.
Генштаб ВСУ сообщил об обстрелах позиций украинских войск, инфраструктуры и населённых пунктов на большинстве направлений. Под удар попали Очаков, Николаев, Харьков. По Днепру и области выпустили 6 ракет, одна из них попала в станцию техобслуживания «Автодизель», под завалами оказались люди; ещё одна повредила железнодорожную инфраструктуру. Украина сообщила об ударе по Криворожской ТЭС в Днепропетровской области — одной из самых мощных электростанций в стране, обеспечивающей электроэнергией центральные регионы.
В Херсоне сотрудники ФСБ и Росгвардии задержали законно избранного мэра Игоря Колыхаева, который остался в городе несмотря на отказ от сотрудничества с российскими военными. В Энергодаре похитили начальника управления коммунальной собственности горсовета Бориса Ярмоленко, известного своей проукраинской позицией. Власти Украины сообщили об обмене пленными (на Украину вернулись 16 военнослужащих и 1 мирный житель, России передали 15 человек) и телами погибших (на Украину вернули 46 тел, включая 21 тело защитников «Азовстали»).
Совет безопасности ООН провёл срочное заседание, посвящённое российскому обстрелу ТЦ в Кременчуге. В ходе выступления Владимир Зеленский призвал лишить Россию полномочий в Совбезе и Генассамблее ООН, и объявить её государством-спонсором терроризма на уровне ООН (по аналогии со статусом государства-спонсора терроризма в законодательстве США). Лидеры стран G7 по итогам саммита выразили готовность помогать Украине и ограничивать Россию так долго, как это потребуется. Турция отозвала возражения против вступления Финляндии и Швеции в НАТО.

### 29 июня
Минобороны Великобритании отметило постепенное продвижение российских войск в районе Лисичанска с целью окружить город. Глава Луганской области сообщил о непрекращающихся обстрелах, попытках штурма и боях в окрестностях города, где оставалось до 15 тысяч мирных жителей.
Telegram-канал «Рыбарь» заявил, что российские войска форсировали Северский Донец к северо-западу от Лисичанска, сформировав плацдарм в городе Приволье. Также ВС РФ вели наступление в районе к востоку от Бахмута с незначительными успехами.
В Николаеве российским ракетным ударом частично разрушен жилой дом. Погибли 8 и были ранены 6 человек.
В Киевской области из-за удара молнии и последующей детонации неразорвавшегося при падении снаряда был разрушен мост через Ирпень в районе села Демидов. Один человек погиб. Ранее Госслужба Украины по ЧС утверждала, что на площади до 300 тысяч км² могут находиться мины и боеприпасы, а разминирование территории страны может занять до 10 лет.
Сообщалось об успешном обмене военнопленными между Украиной и подконтрольной России ДНР (по 144 человек с каждой стороны).
В Государственную думу РФ был внесён законопроект о присвоении комбатантам на стороне ДНР и ЛНР статуса ветеранов боевых действий в России. Оккупационные власти Херсонской области заявили о переходе правоохранительных органов на работу по российским нормативным правовым актам и УК РФ.

### 30 июня
Глава Луганской области заявил о наступлении на Лисичанск с нескольких направлений и боях на подступах к городу, Минобороны Великобритании сообщило о боях вокруг Лисичанского НПЗ в 10 км к юго-западу от центра города. Генштаб ВСУ распространил сообщение об освобождении села Потёмкино в Херсонской области.
Продолжились обстрелы украинских населённых пунктов. Под удар попали пограничные районы Сумской области, сёла вблизи линии разграничения в Николаевской области. В Днепропетровской области был разрушен склад с 40 тоннами зерна. Донецкая область осталась без газа, частично — без воды и электричества.
Эксперты Bellingcat изучили спутниковые снимки и видеозаписи российского ракетного удара по ТЦ «Амстор» в Кременчуге и заявили о несостоятельности заявлений российских властей о пожаре вследствие детонации боеприпасов на Кременчугском заводе дорожных машин: ракета попала точно в ТЦ, а объекты между ним и расположенным в полукилометре заводом не получили повреждений. Amnesty International по результатам своего расследования объявила российский авиаудар по мариупольскому драмтеатру безоговорочным военным преступлением.

Российский гарнизон покинул остров Змеиный после длительных обстрелов. Минобороны РФ подало это как «шаг доброй воли». Журналисты BBC отмечали, что остров имел большую военную ценность для России как площадка для размещения средств ПВО и ЗРК для поддержки сил ВМФ в случае десантной операции в Одесской области.
Украина разорвала дипломатические отношения с Сирией в ответ на признание ДНР и ЛНР. Великобритания приняла решение о дополнительных $1,2 млрд военной помощи Украине, доведя её объём до $4,6 млрд. Международная группа по блокировке российских активов отчиталась о блокировке $30 млрд активов подсанкционных лиц и организаций.
Из оккупированного Бердянска спустя несколько месяцев после начала войны вышло первое торговое судно с грузом экспроприированного зерна, сообщил назначенный Россией глава Запорожской области. Госдума России приняла в первом чтении закон о наделении гражданских лиц-участников вторжения на Украину статусом ветеранов боевых действий.
Издание «Проект» опубликовало расследование системных фальсификаций в официальных заявлениях Минобороны РФ. Журналисты пришли к выводу, что данные фактически берутся из воздуха, российская армия захватывает одни и те же города (а иногда — несуществующие населённые пункты), а заявленное число якобы уничтоженной техники ВСУ заметно превышает её реальное количество даже с учётом иностранных поставок. По предположению издания, намеренное искажение информации и использование запутанной и неочевидной терминологии призвано создать впечатление о военных успехах России независимо от реального положения на фронте.